# لوزه‌های زبانی
لوزه‌های زبانی مجموعه‌ای از بافت لنفاوی هستند که در لامینا پروپریای ریشهٔ زبان قرار دارند. این بافت لنفاوی از گره‌های لنفاوی غنی از سلول‌های دستگاه ایمنی (ایمونوسیت‌ها) تشکیل شده‌است. هنگامی‌که لوزه‌های زبانی با میکروارگانیسم‌های مهاجم (باکتری‌های بیماری‌زا، ویروس‌ها یا انگل‌ها) در تماس باشند، ایمونوسیت‌ها پاسخ ایمنی را آغاز می‌کنند.

## ساختار
لوزه‌های زبانی از خارج توسط اپیتلیوم سنگفرشی غیرکراتینیزه پوشیده شده‌اند. در زیر اپیتلیوم لایه‌ای از گره‌های لنفاوی حاوی لنفوسیت‌ها قرار دارد. غدد مخاطی واقع در ریشهٔ زبان از طریق چندین مجرا به داخل حفرهٔ لوزه‌های زبانی تخلیه می‌شوند. ترشحات این غدد مخاطی، حفره را تمیز و عاری از هرگونه آلودگی نگه می‌دارد.

## کارکرد

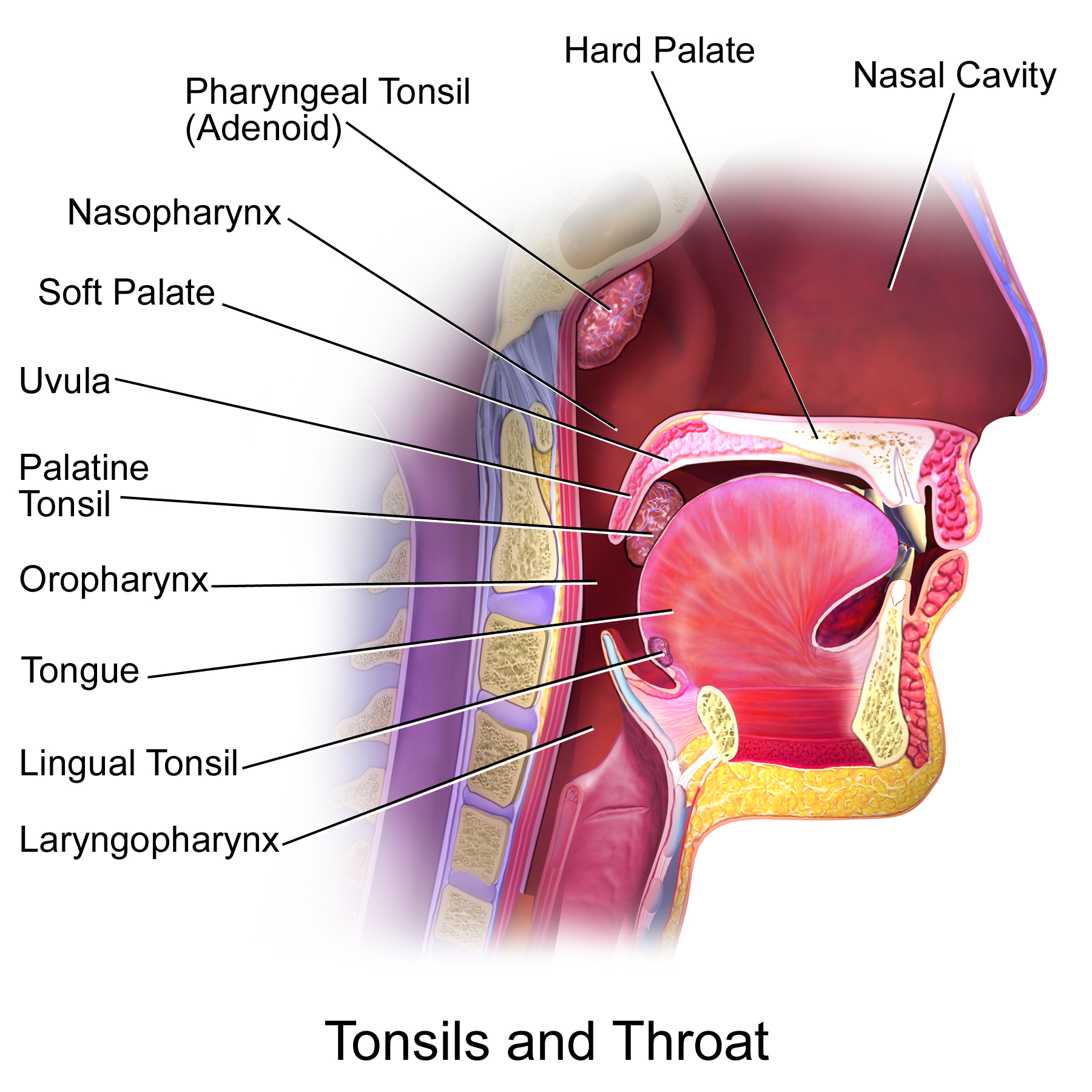
لوزه‌ها و لوزه‌های گلو-زبانی برچسب‌گذاری شده‌اند

مانند سایر بافت‌های لنفاوی، عملکرد لوزه‌های زبانی جلوگیری از عفونت است. این لوزه‌ها حاوی لنفوسیت‌های بی و تی هستند که با تماس باکتری‌ها و ویروس‌های مضر با لوزه‌ها فعال می‌شوند. لنفوسیت‌های بی، پاتوژن‌ها را با تولید آنتی‌بادی علیه آن‌ها می‌کشند، در حالی‌که لنفوسیت‌های تی مستقیماً با بلعیدن آن‌ها یا به‌طور غیرمستقیم با تحریک سایر سلول‌های دستگاه ایمنی، آن‌ها را می‌کشند.

## اهمیت بالینی

### سرطان
کارسینوم سلول سنگفرشی نوعی نئوپلاسم است که می‌تواند لوزه‌های زبانی را تحت تأثیر قرار دهد.

### وقفه تنفسی در خواب
لوزه‌های زبانی بزرگ یا هایپرتروفیک، پتانسیل ایجاد یا تشدید وقفه تنفسی در خواب را دارند.

## تصاویر

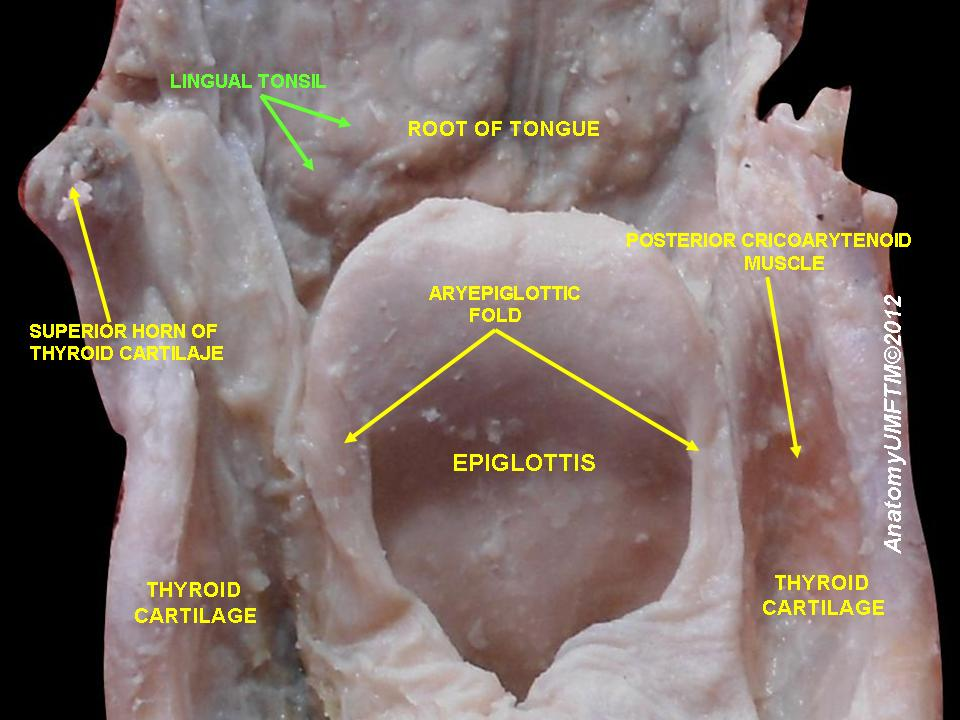
لوزهٔ زبانی
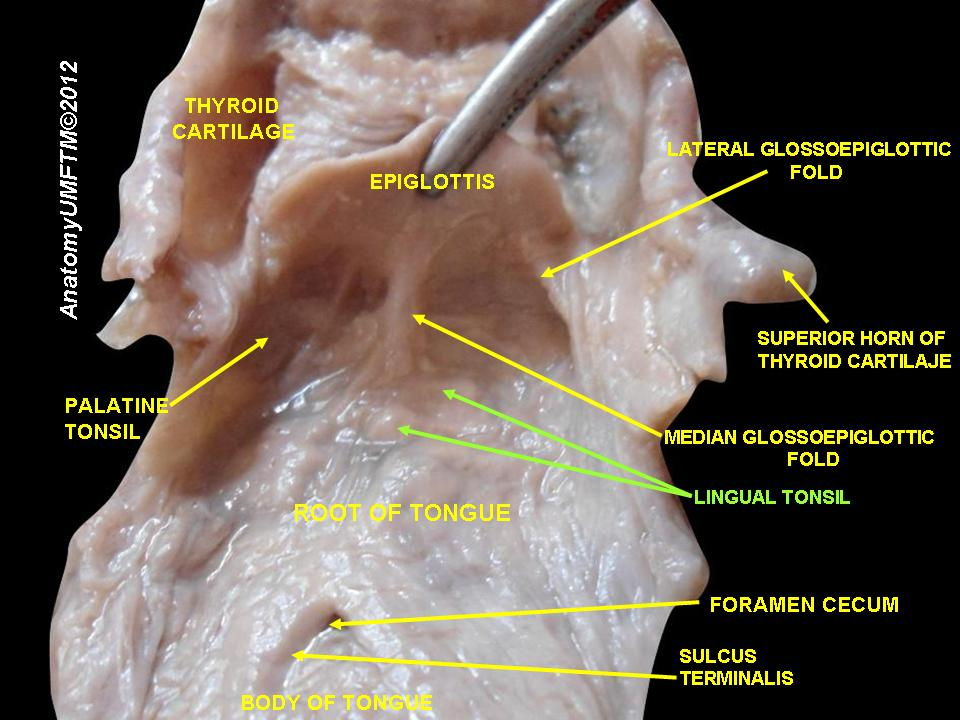
لوزهٔ زبانی
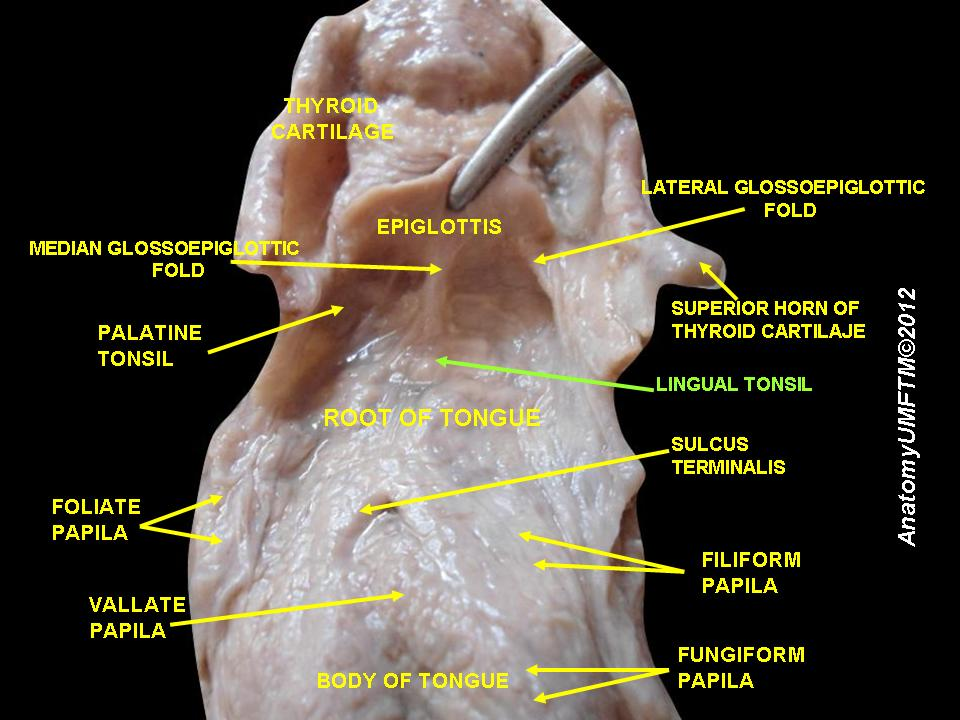
لوزه‌های زبانی

این مقاله در بردارندهٔ بخش‌هایی از صفحه page 1138   چاپ ۲۰ام آناتومی گری (۱۹۱۸) است که در مالکیت عمومی قرار دارد.